# パッサカリア (ヴェーベルン)
パッサカリア(Passacaglia)作品1は、アントン・ヴェーベルンが作曲した管弦楽曲である。ヴェーベルンの作品では最も有名で、頻繁に演奏される。

## 概要
ヴェーベルンは1904年から1908年までの4年間シェーンベルクの許で修行し、修行を終えたヴェーベルンは卒業作品として、1908年に管弦楽のためのパッサカリアを作曲した。ヴェーベルンはこの作品で初めて「作品1」を与えている。当時24歳のヴェーベルンがこの形式を選んだことは、自身の音楽観や、シェーンベルクの教授内容がどのようなものであったかが窺える。

## 初演
1908年の5月に作曲が終わり、同じ年の11月8日にウィーンで初演された。

## 楽器編成
ピッコロ、フルート2、オーボエ2、イングリッシュホルン、クラリネット2、バスクラリネット、ファゴット2、コントラファゴット、ホルン4、トランペット3、トロンボーン3、チューバ、ティンパニ、シンバル、大太鼓、トライアングル、タムタム、ハープ、弦5部。
作品はハープなど特殊な楽器や打楽器を含む3管編成で書かれている。初期の作品ながら、ヴェーベルンらしい音色へのこだわりが見られる作品である。

## 演奏時間
スコア記載は約15分だが、実際の演奏時間の平均は約11分。

## 構成
本来パッサカリアは3拍子だが、この曲は4分の2拍子である。まず、8小節にわたって、弦のピッツィカートで呈示される4分音符が8個から成る簡素なニ短調の主題が提示される。主題は、D-C♯-B♭-A♭-F-E-A-Dから成り、最初と最後のD音を除いて同じ音は一度も使われていない。また、3音単位のグループが関連をなしており、最初の3音の後、これらと音程関係が逆行をなす3音が出て、最後の3音はカデンツ（V→I）となっている。
この後、23の変奏とコーダという、拍子を除いてはバロック時代のパッサカリアの手法に則っている。第11変奏から第14変奏まではニ長調で、再び短調に戻った後、長大なコーダが付き、最後は静かに終止する。
増三和音が使われるなど調性感が薄く、マックス・レーガーやハンス・プフィッツナーなどの作品に近い音が感じられるが、構成感は寧ろブラームス風に堅固である。